# Heltäckningsmatta

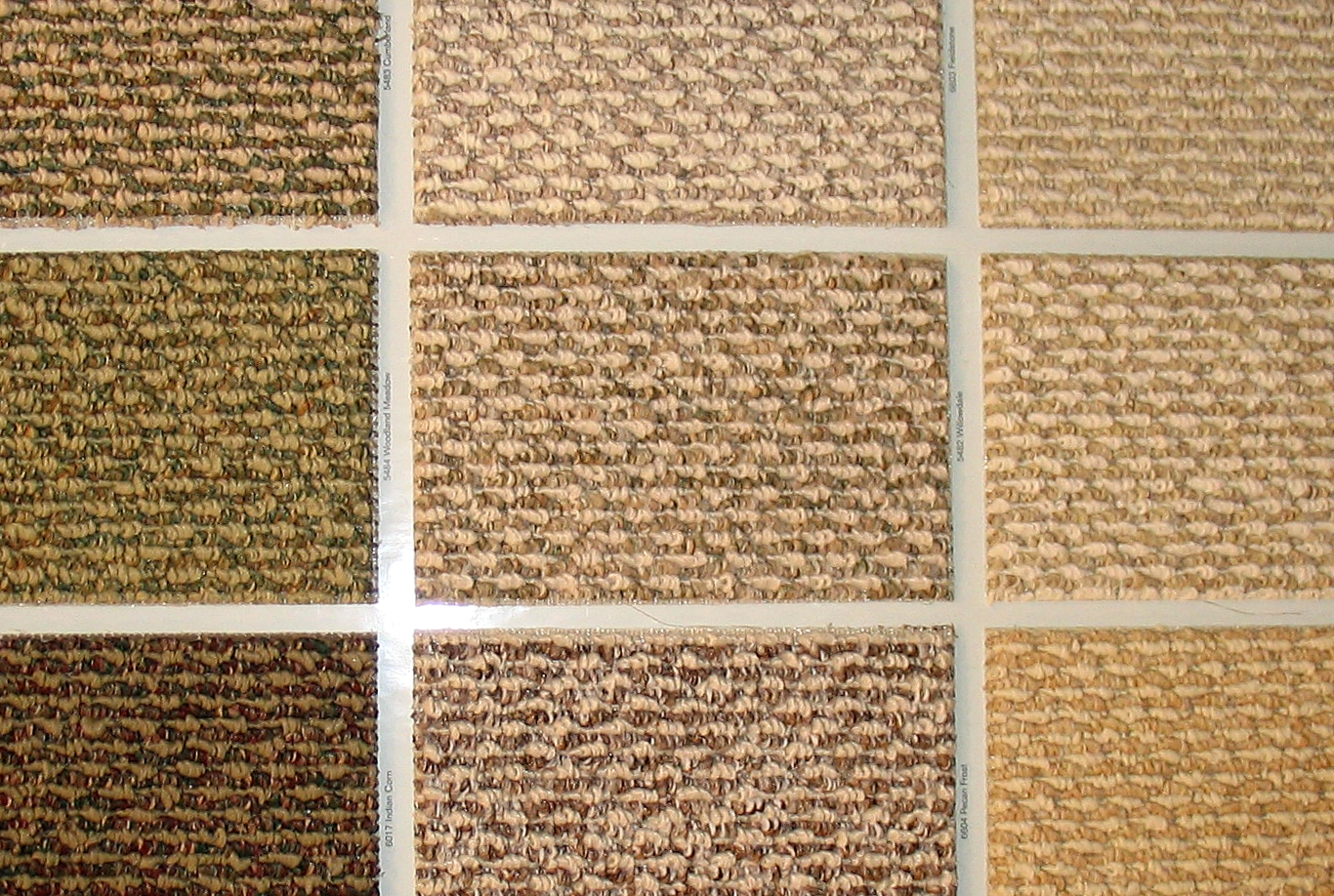
Heltäckningsmatta av berber-typ, den vanligaste i offentlig miljö.

Heltäckningsmatta är en matta som täcker hela golvet och vanligen limmas fast i underlaget.
Traditionellt har heltäckningsmattor setts som otympliga på grund av deras svårighet att städas och att de lätt blir smutsiga. Dagens moderna heltäckningsmattor är dock betydligt mer lättstädade. 